# Мокряки (Приднестровье)
Мокряки — село в Григориопольском районе непризнанной Приднестровской Молдавской Республики. Вместе с сёлами Гыртоп, Бруслаки и Мариян входит в состав Гыртопского сельсовета.

## География
Село расположено на расстоянии 20 км от города Григориополь и 68 км от г. Кишинёв.

## Население
По данным 2000 года, в селе Мокряки проживало 36 человек.

## История
Село Мокряки было основано в 1924 году на месте опустевшего немецкого хутора Ней-Глюксталь.
В советский период здесь была организована бригада в составе колхоза имени Калинина с правлением в селе Гыртоп. В селе открылись начальная школа, клуб с киноустановкой, магазин. В настоящее время село находится на пути к исчезновению.
4 октября 2018 года село Мокряки вошло в состав села Гыртоп.